# Kecamatan Pakisjaya
Kecamatan Pakisjaya är ett distrikt i Indonesien.   Det ligger i kabupatenet Kabupaten Karawang och provinsen Jawa Barat, i den västra delen av landet, 40 km nordost om huvudstaden Jakarta.